# Södra Årstalundens koloniområde

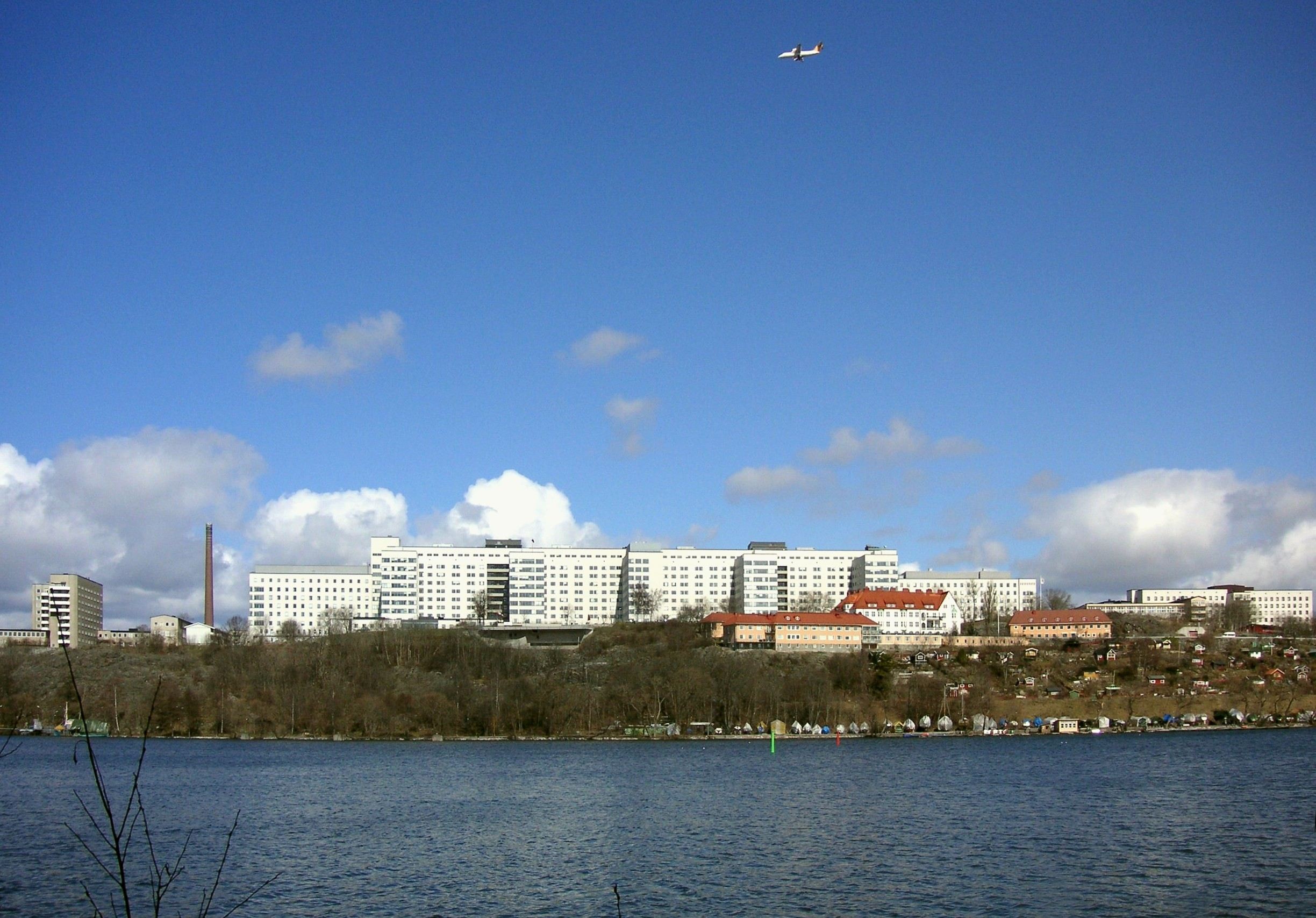
Södra Årstalundens koloniområde ligger nedanför Södersjukhuset, vy över Årstaviken.

Södra Årstalundens koloniområde är ett koloniområde beläget längs Årstaviken nedanför Södersjukhuset på Södermalm i Stockholm. Föreningen bildades 1917.

## Historik
Södermalms södersluttning ner mot Årstaviken, där Södra Årstalundens koloniområde nu ligger var fram till 1912 ett brant berg. Enda bebyggelsen i trakten utgjordes av Sachsska barnsjukhuset (invigd 1911) och Årstalundens reservoar från 1861. Redan 1906 började Anna Lindhagen att intressera sig för detta landområde och på hennes initiativ anlades Eriksdalslunden, som fortfarande finns kvar strax öster om Södra Årstalundens koloniområde.
Under intrycket av första världskrigets nödår upplät Stockholms stad all mark som var lämplig för odling såsom bergskrevor, tomma markytor och liknande, även några av Stockholms parker förvandlades till odlingsmark. Gratis sättpotatis delades ut och en trädgårdskonsulent anställdes för att ge råd till de nya odlarna. 
År 1917 bildades föreningen Södra Årstalundens koloniområde. 1938 förlorade föreningen flera stugor i den sluttning ner mot Årstaviken som togs i anspråk när Södersjukhusets järnvägsspår anlades. I detta sammanhang sades alla kolonister i Södra Årstalunden upp, men kolonisterna blev kvar.  1930-talet präglades av stor bostadsbrist och många kolonister hyrde ut sin stuga. Men stugorna var oisolerade, folk frös ihjäl och då förbjöds det att övernatta i dem.
År 1976 delades den övre delen av Södra Årstalundens areal upp för sju nya lotter där de nya kolonisterna fick en svår uppgift att bygga sin stuga på det branta berget. Den ytan hade dittills odlats kommersiellt av en trädgårdsmästare. 1981 plöjdes ängen längs järnvägen upp och 14 odlingslotter anlades. Av dessa odlingslotter är en handikappanpassad och en delas av tre daghem.

## Bilder

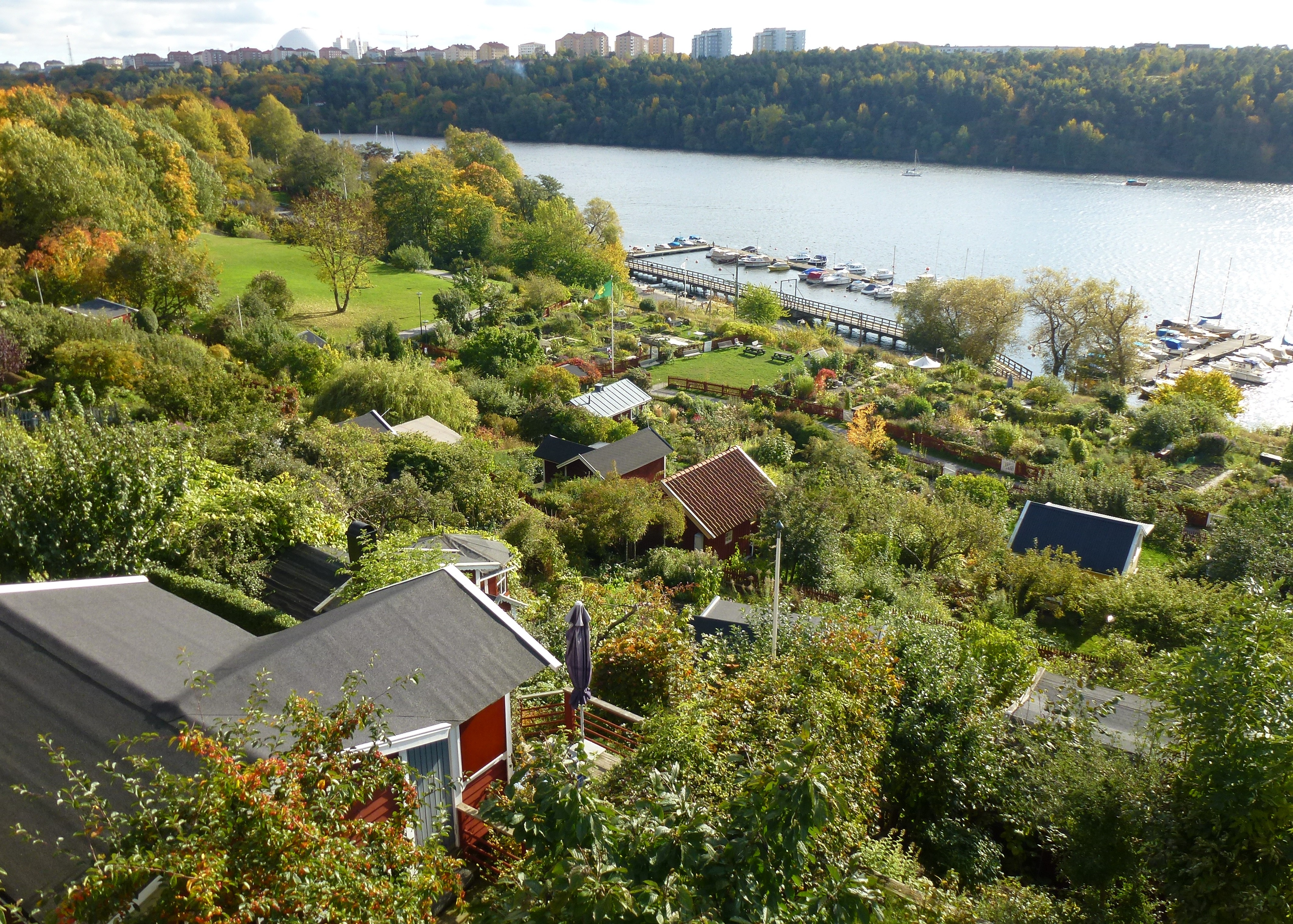
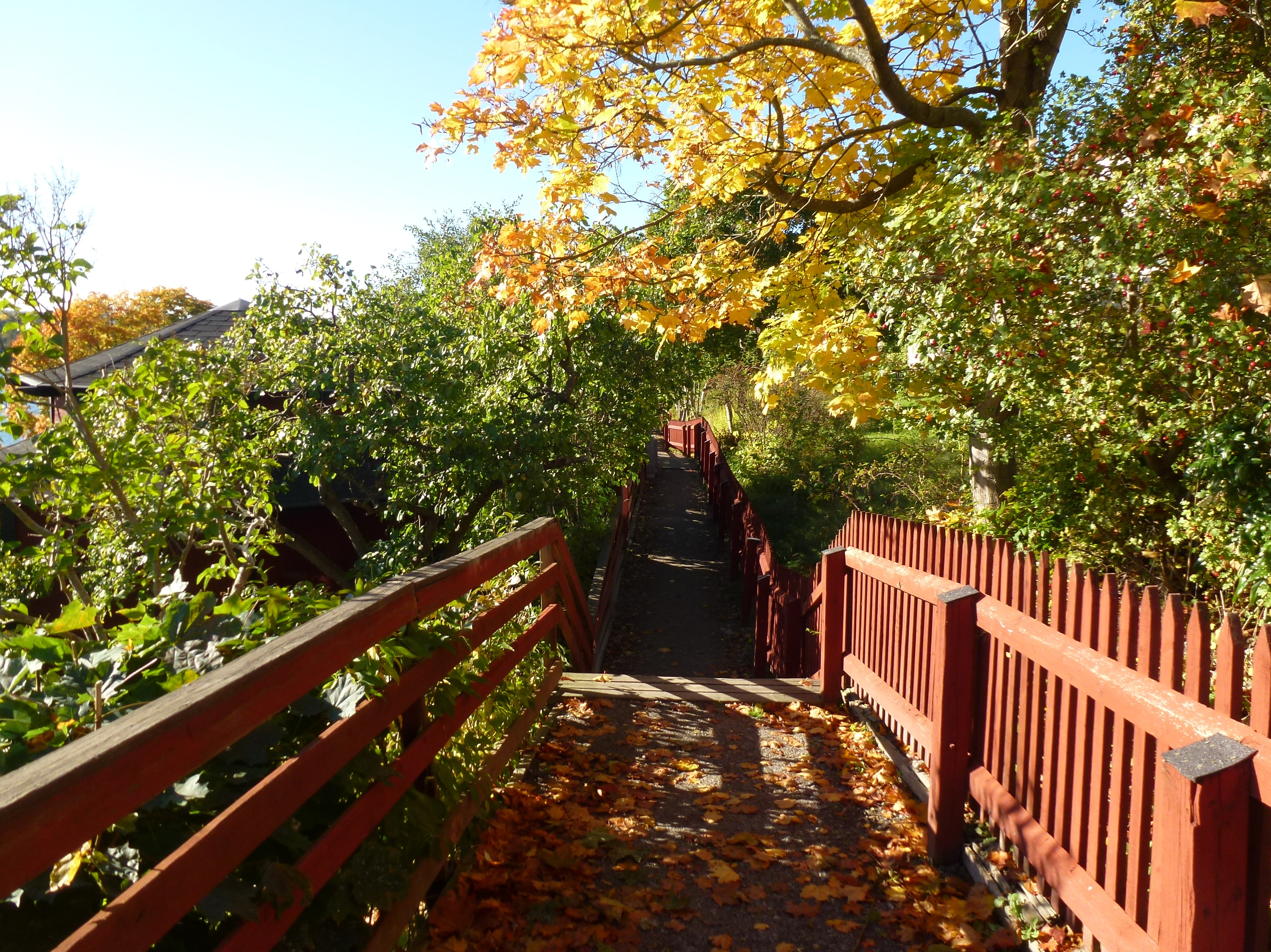
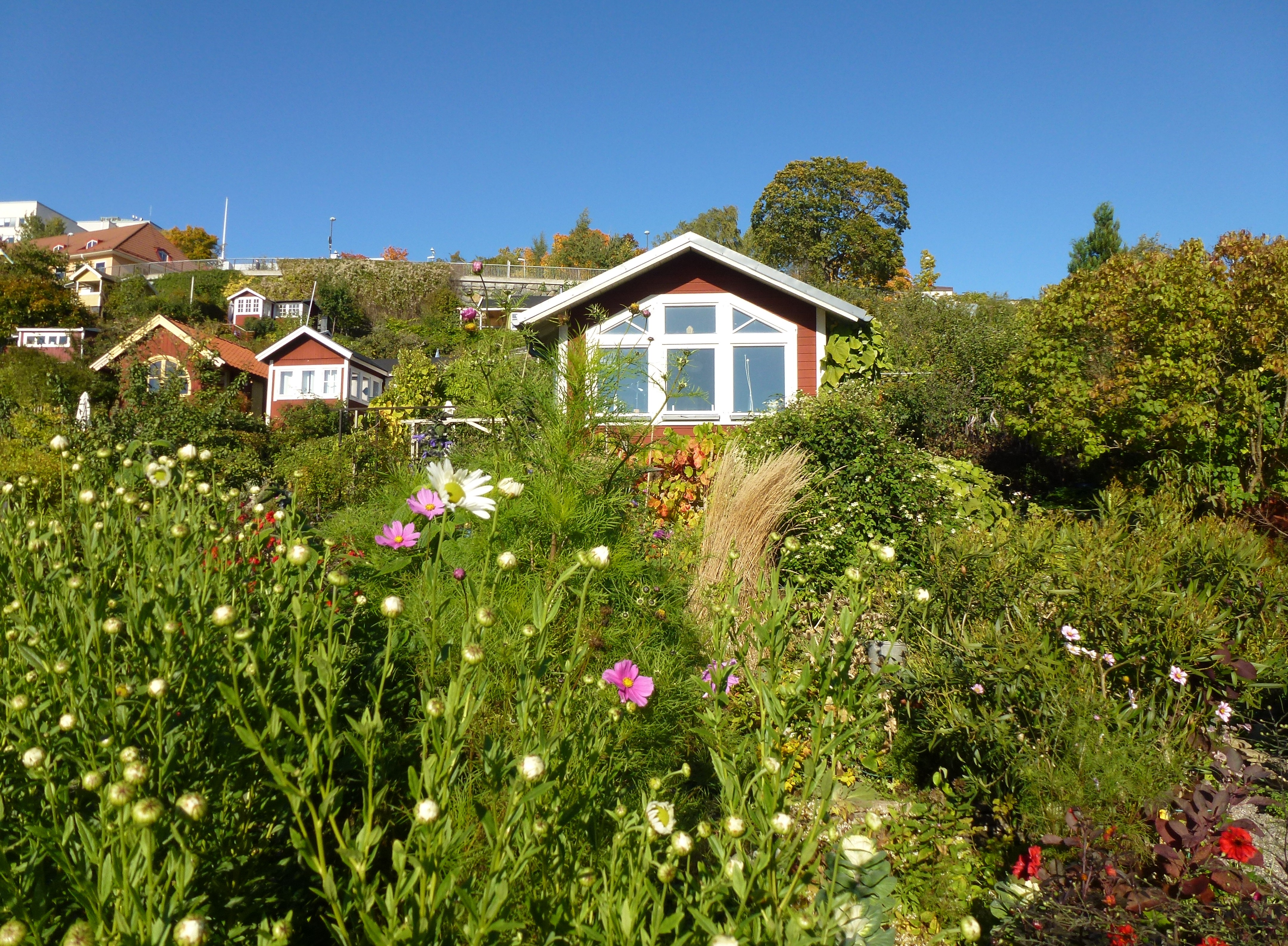
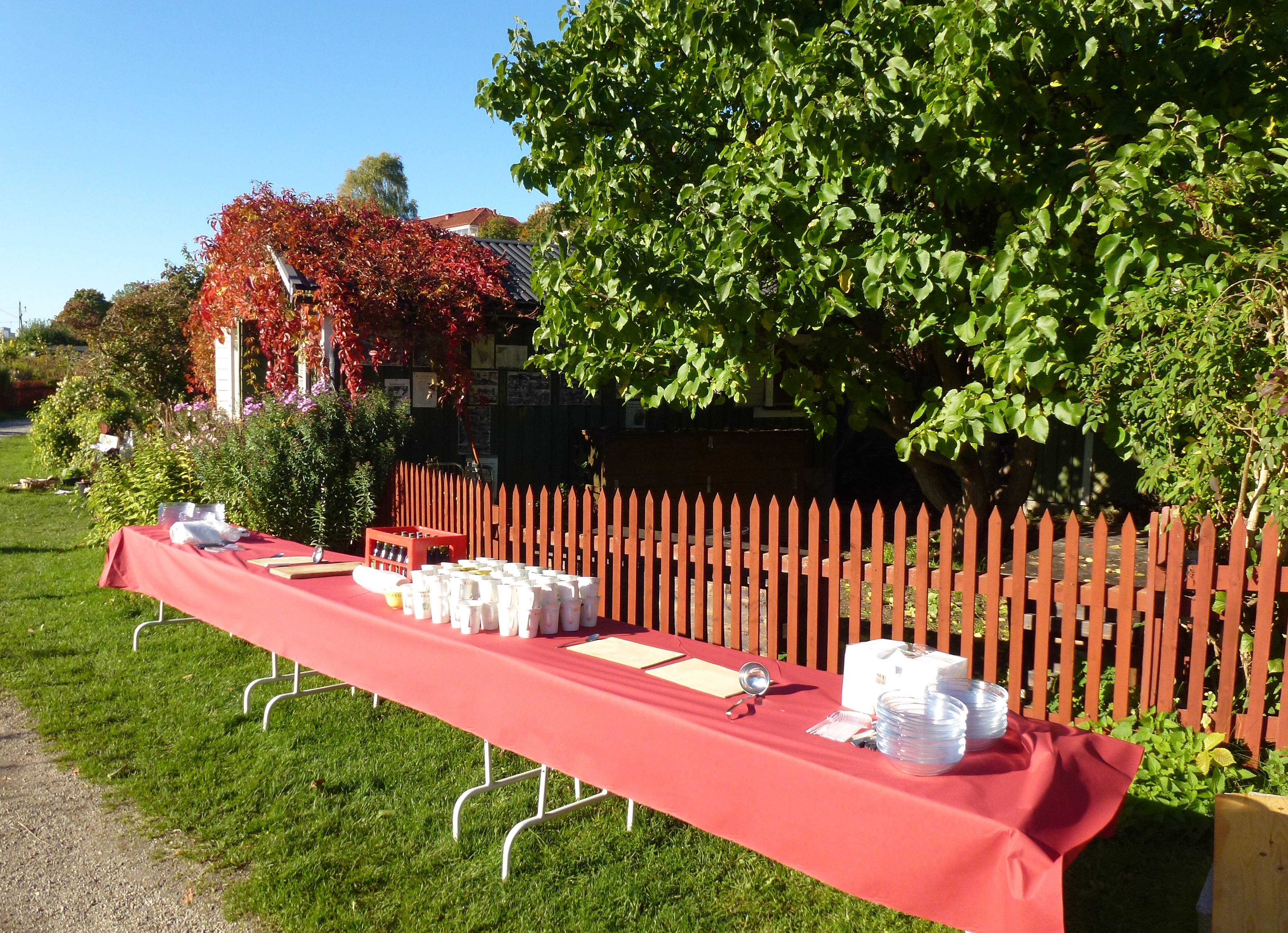

## Rackarberget
Bergsområdet ovanför Årstalundens koloniträdgårdar kallas Rackarberget. Det var en ödslig och ökänd trakt på Södermalm. Rackaren var bödelns dräng och skulle bo utanför samhället. Han plockade ned de döda som hängts och steglats och grävde ned dem i galgbacken. Han flådde och kastrerade hästar, avlivade hundar och plockade undan döda djur. Rackarens stuga låg ungefär där Eriksdalsskolan ligger idag. Hans hus revs 1931.